# Mühlberg (Neustadt an der Waldnaab)
Mühlberg ist ein Stadtteil der Kreisstadt Neustadt an der Waldnaab im gleichnamigen Landkreis des bayerischen Regierungsbezirks Oberpfalz.

## Geographie
Das Dorf Mühlberg befindet sich auf einer Geländezunge in etwa 455 m ü. NN Höhe, die an drei Seiten von Tälern begrenzt wird. Das Dorf liegt am nordwestlichen Ortsausgang der Stadt zwischen der Bundesautobahn 93 und der Kreisstraße Richtung Denkenreuth.

## Geschichte
Bereits am 8. März 1232 wurde der Ort Mühlberg in einer Urkunde erwähnt und 1380 ist eine christliche Kapelle in Mühlberg dokumentiert.
Nach Erzählungen des Neustädter Heimatchronisten Heinrich Ascherl in seinem Buch über die Pfarrei Neustadt und Altenstadt soll Mühlberg eine vorgeschichtliche Gerichtsstätte gewesen sein. Der Name Mühlberg stamme nicht von der Mühle am Fuße des Berges, der Radschinmühle ab, sondern von Mul, das aus dem altnordischen Mal für Gerichtsstätte abgeleitet ist.
Mühlberg wurde auf Antrag seiner Einwohner mit Entscheidung der Regierung der Oberpfalz vom 30. Januar 1972 aus der Gemeinde Altenstadt an der Waldnaab zum 1. April 1972 in die Stadt Neustadt an der Waldnaab eingegliedert.

### Einwohnerentwicklung
| Jahr      | 1817 | 1837 | 1867 | 1871  | 1885 | 1900 | 1912  | 1913 | 1925 |
| --------- | ---- | ---- | ---- | ----- | ---- | ---- | ----- | ---- | ---- |
| Einwohner | 57   | 53   | 57   | 47    | 50   | 45   | 43    | 44   | 56   |
| Gebäude   | 9    | 9    |      | 30    | 9    | 8    |       | 8    | 8    |
|           |      |      |      |       |      |      |       |      |      |
| Jahr      | 1950 | 1952 | 1961 | 1970  | 1980 | 1987 | 2011  |      |      |
| Einwohner | 57   | 57   | 52   | 44    | 44   | 48   | 40    |      |      |
| Gebäude   | 9    |      | 9    | k. A. |      | 10   | k. A. |      |      |

Quelle:

## Markante Bauwerke

Ostausfahrt des Mühlbergtunnel

- In Mühlberg befindet sich die Wallfahrtskirche Mutter Anna von 1521, in deren unmittelbarer Nähe auch eine mittelalterliche Burg stand.[19]
- Seit 2005 wird der Ortsteil durch den Mühlbergtunnel (Baukosten: 33 Millionen DM; Länge: 395 Meter, zweitlängster Straßentunnel in der Oberpfalz) unterquert. Er verbindet die Bundesautobahn 93 mit der Bundesstraße 15 und ist Teil der Ortsumfahrung Neustadt.